# Barndomspsykos
Barndomspsykos är en äldre benämning på autismspektrumstörning. Benämningen omfattar intellektuell och känslomässing utveckling före tonåren, pågår minst 6-12 månader och ger bestående konsekvenser för personlighetsutvecklingen, innefattande infantil autism, barnschizofreni och desintegrativ psykos. Gemensamt är svåra störningar rörande kontakt med andra människor, språk och beteende.  